# Crassocephalum macropappus
Crassocephalum macropappus là một loài thực vật có hoa trong họ Cúc. Loài này được (Sch.Bip. ex A.Rich.) S.Moore mô tả khoa học đầu tiên năm 1912.